# 港崎遊廓

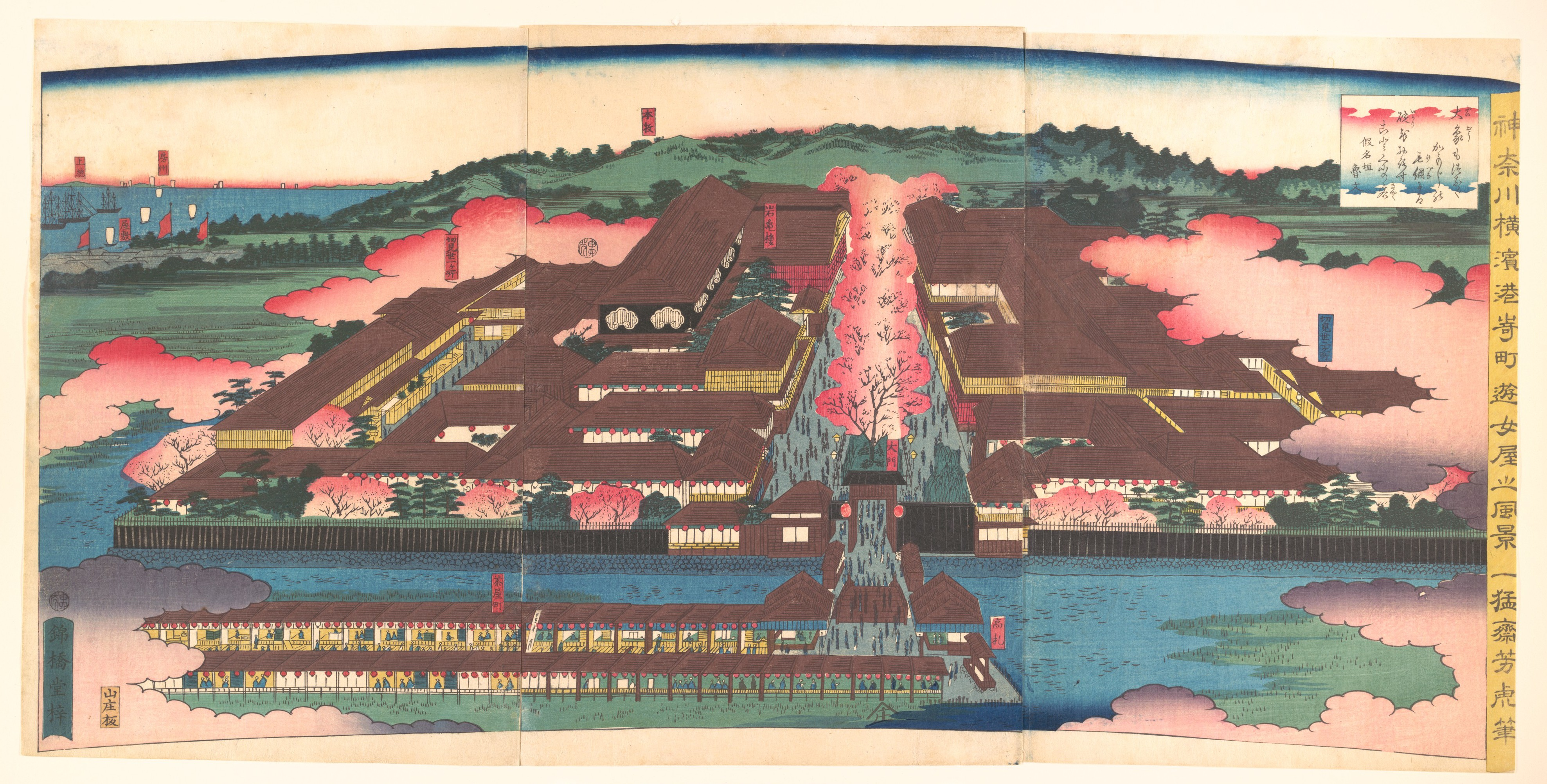
神奈川横浜港崎町遊女屋光景。中央奥に岩亀楼。歌川芳虎画による1864年の浮世絵

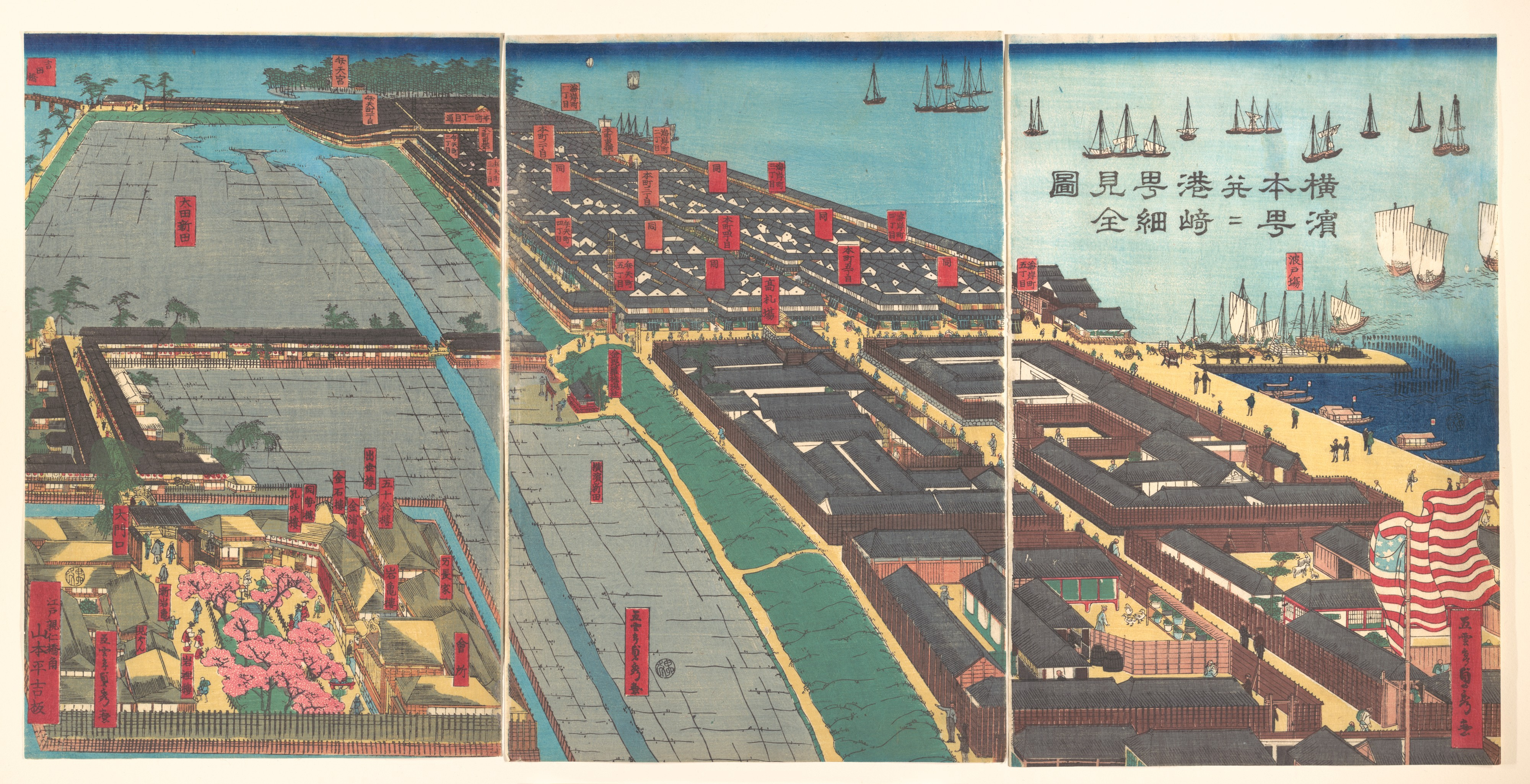
横浜本町と港崎遊廓。五雲亭貞秀、1860年

港崎遊廓（みよざきゆうかく）は、1859年（安政6年）11月10日に横浜で開業した遊廓。現在の横浜公園にあった。大火で何度か移転し、吉原町遊廓、高島町遊廓、永真遊廓など移転の都度に呼び名が変わった。

## 概要
幕末期、横浜開港に伴い、開港場を横浜村とすることに反対する外国人を引き付けるため、また、オランダ公使から遊女町開設の要請があったことにより、外国奉行は開港場に近い関内の太田屋新田に遊廓を建設することを計画。品川宿の岩槻屋佐吉らが泥地埋め立てから建設まで請け負い、約1万5千坪を貸与されて開業した。
遊廓の構造は江戸の吉原遊廓を、外国人の接客は長崎の丸山遊廓を手本にした。規模は遊女屋15軒、遊女300人、他に局見世44軒、案内茶屋27軒などがあった。
港崎遊廓は慶應3年（1867）に移転した。英国公使ハリー・パークスと早川能登守（早川久文）のち後任の水野若狭守（水野良之）等と会見して取極めた慶應2年11月23日(1866年12月25日)の約書第一箇條に「港崎町の地所を外國竝日本彼我に用ふべき公けの遊園と為し、是を擴め、平坦に為し、樹木を植え付ける事を日本政府にて契約せり。但し、港崎町を大岡川の南方に引移すべし。」云々の條文に基づき、吉田橋の南方吉田新町の沼地を埋め、八千坪を遊廓地として指定され、同年12月埋築に着手、翌3年3月竣工、5月29日に移転が終わった。
1866年11月の豚屋火事で焼失、同年12月に関外の吉田新田北一ツ目を吉原町と改称して再興し吉原遊廓と称するも、1871年に再び火災で焼失。焼失した元の港崎遊廓跡地の整備は明治9年（1876）に完成し「横浜公園」となった。
1872年、高島町に移転して高島町遊廓と称したが、三度焼失して1880年吉田新田の南三ツ目へ移転し、戦前は内務省、戦後は警察の管轄下に置かれた公娼、赤線地帯永真遊廓街となり、1958年の赤線廃止まで存在した。

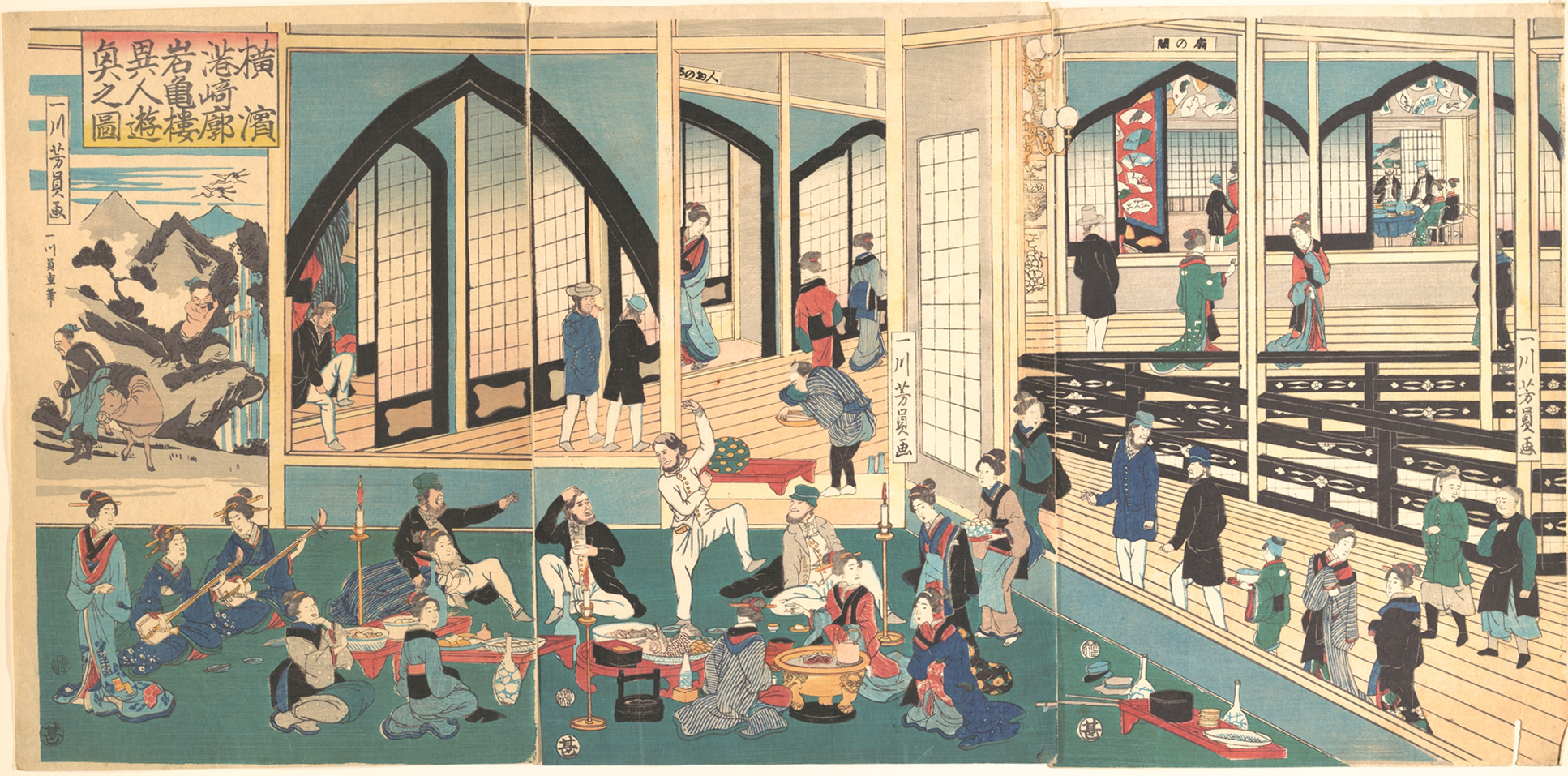
岩亀楼で遊ぶ外国人。歌川芳員、1861年

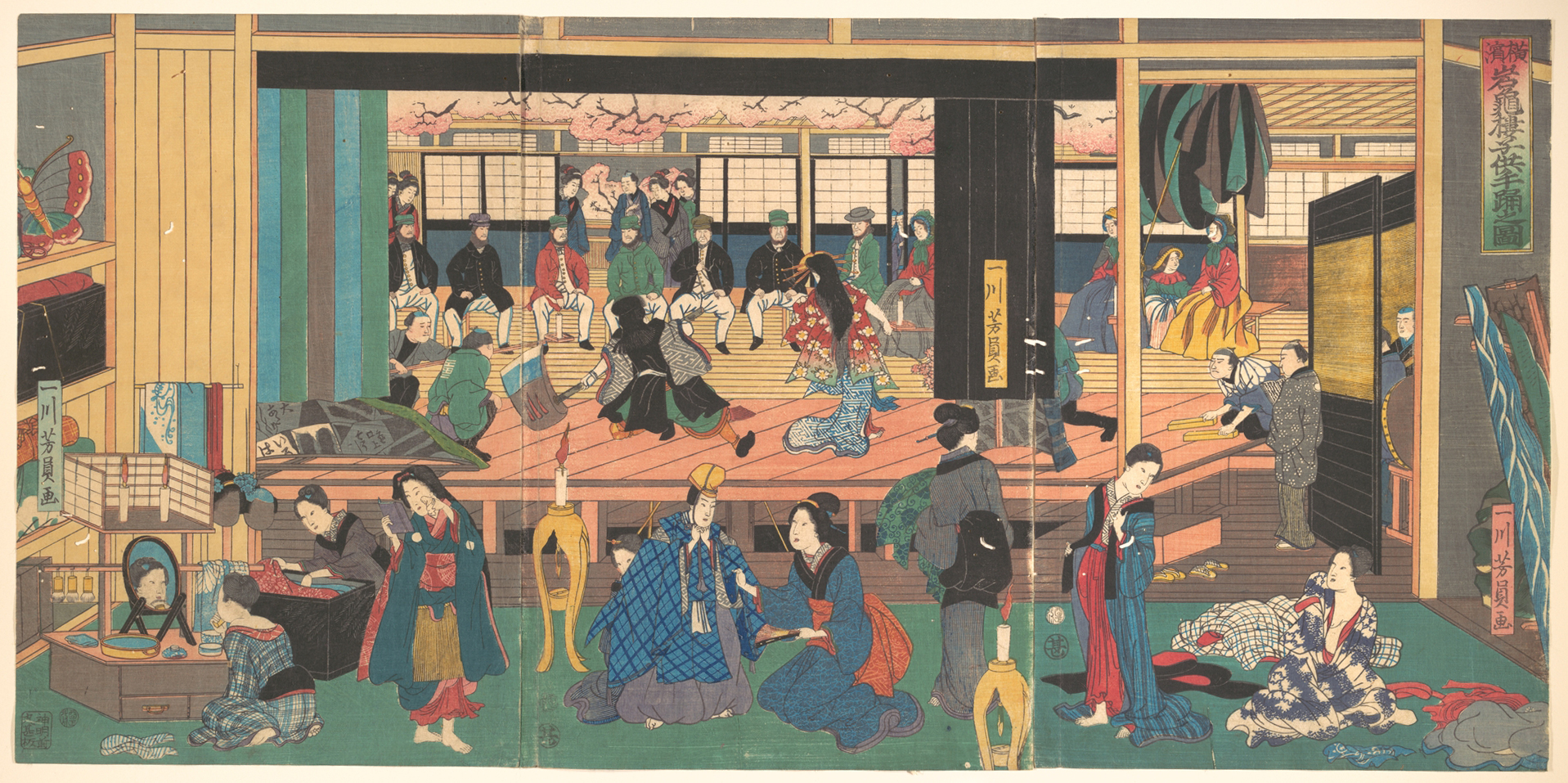
岩亀楼の子供歌舞伎に興じる外国人。歌川芳員、1861年

## 岩亀楼
町の名主となった岩槻屋佐吉が経営する遊女屋は、岩槻の音読みから「岩亀楼」（がんきろう）と呼ばれ、遊廓の中でも特に豪華で、昼間は一般庶民に見物料を取って閲覧させていた程の設備を誇った。江戸幕府は外国人専用遊女（羅紗緬）を鑑札制にし、岩亀楼に託した。岩亀楼内は日本人用と外国人用に分かれており、外国人は羅紗緬しか選ぶことができなかった。
遊廓とともに三転し、永真遊廓街へ移転後の1884年に廃業した。
岩亀楼の灯籠は、横浜市南区の妙音寺に保管されていたが、1982年12月に横浜公園内の横浜スタジアム脇にある日本庭園に移管されている。遊女達が病に倒れた際に静養する寮があった西区戸部町4丁目界隈は、現在でも「岩亀横丁」と呼ばれる。
1863年に、岩亀楼の遊女、亀遊が外国人の一夜妻を店主から命じられたのを拒み、「露をだにいとう大和の女郎花、ふるあめりかに袖はぬらさじ」の句を残して自害したと伝えられている。のちに有吉佐和子が小説「亀遊の死」に著し、その後戯曲『ふるあめりかに袖はぬらさじ』として上演された。
高島町遊廓の近く（西区戸部町4丁目）に、岩亀楼の遊女が参ったと伝わる岩亀稲荷が現存する。